# 山陽学園大学
山陽学園大学（さんようがくえんだいがく、英語: Sanyo Gakuen University）は、岡山県岡山市中区平井1-14-1に本部を置く日本の私立大学。1886年創立、1994年大学設置。大学の略称は山陽。
山陽学園短期大学国際教養学科を改組転換して、1994年に開学した。当初は女子大学だったが、2009年から男女共学となった。

## 教育の理念
「愛と奉仕」

## 沿革
- 1886年（明治19年） - 山陽英和女学校創設
- 1898年（明治31年） - 山陽高等女学校に改称
- 1904年（明治37年） - 財団法人となる
- 1908年（明治41年） - 上代淑校長就任
- 1936年（昭和11年） - 創立50周年記念式挙行
- 1947年（昭和22年） - 学制改革により山陽高等女学校に併設中学校を設置
- 1948年（昭和23年） - 法人名を財団法人山陽学園と改称。山陽女子高等学校、山陽女子中学校と改称
- 1951年（昭和26年） - 学校法人山陽学園発足
- 1969年（昭和44年） - 山陽学園短期大学開学。募集学生は女子のみ
- 1974年（昭和49年） - 山陽学園短期大学附属幼稚園開園
- 1986年（昭和61年） - 山陽学園創立100周年記念式典及び祝賀会を挙行
- 1994年（平成6年） - 山陽学園大学開学。国際文化学部コミュニケーション学科、比較文化学科を設置。募集学生は女子のみ
- 2003年（平成15年） - 山陽学園大学の国際文化学部コミュニケーション学科、比較文化学科をコミュニケーション学部コミュニケーション学科に改組
- 2006年（平成18年） - 山陽学園創立120周年記念式典及び祝賀会を挙行
- 2009年（平成21年） - 山陽学園大学、山陽学園短期大学を男女共学化。山陽学園大学のコミュニケーション学部コミュニケーション学科を総合人間学部生活心理学科、言語文化学科へと改組。看護学部看護学科開設
- 2013年（平成25年） - 山陽学園大学大学院看護学研究科看護学専攻（修士課程）を開設
- 2016年（平成28年） - 山陽学園大学助産学専攻科を開設、山陽学園創立130周年記念式典を挙行
- 2018年（平成30年） - 山陽学園大学 地域マネジメント学部 地域マネジメント学科を開設
- 2023年（令和5年） - 山陽学園大学 総合人間学部 生活心理学科の名称をビジネス心理学科に変更

## 学部
- 総合人間学部
  - 言語文化学科
  - ビジネス心理学科
- 看護学部
  - 看護学科
- 地域マネジメント学部
  - 地域マネジメント学科

### 総合人間学部
1994年に大学開学と同時に国際文化学部が開設され、コミュニケーション学科、比較文化学科を設置。国際文化学部はコミュニケーション学部に名称を変更し、コミュニケーション学科の1学科制となるが、2009年には男女共学化に伴いコミュニケーション学部を総合人間学部に、コミュニケーション学科を生活心理学科と言語文化学科へと改組。2023年には生活心理学科をビジネス心理学科に変更した。
言語文化学科は日本語をはじめ、日本の文化や歴史を深く学び、日本語を母語としない人に日本語を教える日本語教師輩出も念頭の日本コース、韓国文化やハングルのほか、中国やベトナムなどを含むアジアの文化を中心に学ぶアジアコース、実践的な英語を学んで話す力を高めるとともに、英語圏の歴史や文化をも学ぶ英語コースといった、ゆるやかな3コース制を採用する。また副専攻として選択できる観光専修課程を設けている。ビジネス心理学科は心理学とデータサイエンスを学ぶ心理学科で、生活心理学科時代からビジネス系の心理学科であった

### 地域マネジメント学部
2018年（平成30年） 山陽学園大学 地域マネジメント学部 地域マネジメント学科を開設。
2019年（令和元年）地域マネジメントコンテストを開始
地域経済学で地域の経済状況や産業構造、地域経済政策に関する基礎的な知識、地域社会学で地域の社会構造や地域社会の特徴、地域の課題などについて、地域開発論で地域の発展や再生に関する理論や手法、地域マネジメント論で地域をマネジメントするための理論や実践方法、地域政策論で地域の政策立案や実施に関する知識やスキル、地域活性化戦略で地域の活性化を図るための戦略やプロジェクトマネジメント、地域資源マネジメントで地域の資源（自然、文化、人材など）を適切に活用するための知識や手法、地域マーケティングで地域の魅力を発信し、地域のブランディングや観光振興などを行うためのマーケティング手法などを学ぶ。
その他、実践的なフィールドワークとしてインターンシップとケーススタディーなどがあり、実践型授業「地域マネジメント実習」で、ドライフルーツを活用したスイーツ「ドライフルーツフロランタン」を開発。池田動物園の魅力引きだし プロジェクト
などを行っている。
山陽学園大学地域マネジメント学科|・山陽学園大学地域マネジメント学部（広報係）X・山陽学園大学 地域マネジメントの日々・地域マネジメント学部地域マネジメント学科 紹介動画 YouTube

## 大学院
- 看護学研究科
  - 看護学研究コース
  - 精神看護CNSコース

## 専攻科
- 助産学専攻科

## 対外関係

### 他大学との関係
国際・学術交流等協定校（姉妹校）
- ケント州立大学（アメリカ合衆国・オハイオ州）
- ディアンザカレッジ（アメリカ合衆国・カリフォルニア州）
- マウント・ホリヨーク大学（アメリカ合衆国・マサチューセッツ州）
- モントレー国際大学院大学（アメリカ合衆国・カリフォルニア州）
- フェデレーション大学（オーストラリア・ビクトリア州）
- 湖西大学（大韓民国・天安市・牙山市）
- 柳韓大学（大韓民国・富川市）
- 柳韓工業高校（大韓民国・ソウル特別市)
- 安徽師範大学（中華人民共和国・蕪湖市・鏡湖区）
- 中華大学（台湾・新竹市）
- 国立屏東商業技術学院（台湾・屏東市）
- ワイカト大学（ニュージーランド北島ハミルトン、タウランガ、オークランド）

## キャンパスライフ
- キャンパスへのアクセス

岡山駅より直行バスで約15分
岡山駅より岡電バスで約25分
- 施設設備

大学本館（総務課・会計課・講義室）　A棟（教務部・学生部・共生グローバルセンター・地域連携センター・IR推進室・企画部・入試部・講義室）　B棟（食物栄養学科）　C棟（幼児教育学科）　D棟（学長室・副学長室・講義室・キャリアセンター）　E棟（図書館）　F棟（体育館）　G棟（看護学科）
学生会館（ブックセンター・売店・自販機・クラブ部室）　学生ホール（学生食堂）　110周年記念館（地域マネジメント学部・ラーニングコモンズ・ピアノレッスン室）　学生寮（女子） 山陽学園短期大学附属幼稚園
- 山陽学園大学祭（10月）
- クラブ活動
  - 文化部会 - 写真部 工芸部　茶道部　児童文化部　軽音楽部　I.S.A（国際交流活動）　ウラジャ　サンライトジャズオーケストラ　山陽学園U.C.シンガーズ　日本語ボランティア部　ボラぐみ　ボランティアサークルあい　漫画研究倶楽部　爽健美化　Public Heaith部　投扇興同好会　Cosmic Club　ボイスドラマ制作同好会　PEBEWS（山陽学園大学赤十字奉仕団）　食のフィールドワーカーズ　日留交流会　山陰交流会　総合パフォーマンス同好会　他
  - 体育部会 - 弓道部　テニス部　ソフトテニス部　バドミントン部　バレーボール部　SSC（スポーツ部）　サッカー部　バスケットボール同好会　他
- 学友会組織団体

学友会　部長会　大学祭実行委員会

## 周辺
- 岡山中央警察署平井交番
- 岡山市消防局中消防署旭東出張所
- 岡山大学教育学部附属特別支援学校
- 岡山大学教育学部附属小学校・中学校
- 岡山大学教育学部附属幼稚園
- 岡山市立東山中学校
- 岡山市立平井小学校
- 岡山協立病院
- 香川銀行平井支店
- 中国銀行平井支店
- トマト銀行平井支店
- 山陽マルナカ平井店
- タイム平井店
- メガネの三城平井店
- ドコモショップ平井店

## 関連人物
- 上代淑　　クリスチャン、明治時代の女子教育の発展に貢献
- 住宅正人　元・山陽学園大学非常勤講師
- 粟屋剛　　元・山陽学園大学非常勤講師
- 中村光男　元・山陽学園大学教授、著名なヒッタイト学者、アッシリア学者
- 和泉元彌　元・山陽学園大学客員教授

## 併設教育機関
- 山陽学園短期大学
- 山陽学園中学校・高等学校